# Prothrinax luteomedia
Prothrinax luteomedia är en fjärilsart som beskrevs av Smith 1907. Prothrinax luteomedia ingår i släktet Prothrinax och familjen nattflyn. Inga underarter finns listade i Catalogue of Life.